# Scoparia oxygona
Scoparia oxygona là một loài bướm đêm trong họ Crambidae.